# Frank Brown
Frank Brown (Brighton, 6 de septiembre de 1858 - Buenos Aires, 9 de abril de 1943) fue un payaso, acróbata y empresario circense inglés de dilatada trayectoria en Argentina, donde se lo conocía como El payaso inglés.
Según el historiador Félix Luna, el payaso habría animado a la tropa radical en el levantamiento armado ocurrido en julio de 1897.

## Trayectoria
Hijo y nieto de payasos, Frank Brown nació en la ciudad inglesa de Brighton el 6 de septiembre de 1848. Se vinculó al circo desde pequeño con presentaciones en Moscú y México. Llegó a Buenos Aires en 1884, donde trabajó en el circo de los hermanos Carlo y luego junto al más famoso payaso criollo, José Podestá, conocido como Pepino el 88.
El Lucero del Alba y el Salto de las bayonetas eran sus pruebas más conocidas como acróbata, pero en 1893, después de un accidente, sólo se dedicó a ser payaso. Lanzaba caramelos a los chicos al grito de "A mí, a mí Flon Bon".
Tenía entre sus admiradores a Roberto Payró, Carlos Pellegrini, Sarmiento y Rubén Darío, que lo inmortalizó escribiendo:
«Frank Brown como los Hanlon Lee

sabe lo trágico de un paso

de payaso y es para mí

un buen jinete de Pegaso.

Salta del circo al cielo raso;

Banville le hubiera amado así;

Franck Brown, como los Hanlon Lee

sabe lo trágico de un paso...»
En 1910 levantó la carpa de su circo para celebrar el centenario argentino, pero el circo fue quemado intencionalmente.
Se retiró en 1924 y vivió con su esposa, la écuyer Rosita de La Plata (Rosalía Robba), que había estado casada con Antonio Podestá, uno de los nueve hermanos Podestá.
Vivió en calle Enrique Martínez n.º 825, barrio de Colegiales, en una casa modesta y pequeña con un sencillo jardín delantero.
Brown falleció en Buenos Aires el 9 de abril de 1943, a los 84 años. Está enterrado en el Cementerio Británico de Buenos Aires, contiguo al porteño de La Chacarita.